# Le Plessis-Sainte-Opportune
Le Plessis-Sainte-Opportune település Franciaországban, Eure megyében. Lakosainak száma 355 fő (2022. január 1.). Le Plessis-Sainte-Opportune Barc, Barquet, Bray, Combon, Émanville és Grosley-sur-Risle községekkel határos.

## Népesség
A település népességének változása:
| Lakosok száma | 244  | 220  | 246  | 242  | 304  | 330  | 335  | 336  | 341  | 355  |
|               | 1968 | 1982 | 1990 | 2006 | 2013 | 2015 | 2017 | 2019 | 2020 | 2022 |